# Kanton L’Hermenault
Der Kanton L’Hermenault war von 1790 bis 2015 ein französischer Wahlkreis im Arrondissement Fontenay-le-Comte, im Département Vendée und in der Region Pays de la Loire; sein Hauptort war L’Hermenault.

## Gemeinden
Der Kanton bestand aus zwölf Gemeinden:
| Gemeinde                   | Einwohner Jahr | Fläche km² | Bevölkerungsdichte | Code INSEE | Postleitzahl |
| -------------------------- | -------------- | ---------- | ------------------ | ---------- | ------------ |
| Bourneau                   | 750 (2013)     | 16,36      | 46 Einw./km²       | 85033      | 85200        |
| L’Hermenault               | 868 (2013)     | 11,42      | 76 Einw./km²       | 85110      | 85570        |
| Marsais-Sainte-Radégonde   | 545 (2013)     | 14,77      | 37 Einw./km²       | 85137      | 85570        |
| Mouzeuil-Saint-Martin      | 1.232 (2013)   | 25,85      | 48 Einw./km²       | 85158      | 85370        |
| Nalliers                   | 2.313 (2013)   | 33,61      | 69 Einw./km²       | 85159      | 85370        |
| Petosse                    | 662 (2013)     | 15,9       | 42 Einw./km²       | 85174      | 85570        |
| Pouillé                    | 647 (2013)     | 17,48      | 37 Einw./km²       | 85181      | 85570        |
| Saint-Cyr-des-Gâts         | 527 (2013)     | 21,08      | 25 Einw./km²       | 85205      | 85410        |
| Saint-Laurent-de-la-Salle  | 368 (2013)     | 19,22      | 19 Einw./km²       | 85237      | 85410        |
| Saint-Martin-des-Fontaines | 159 (2013)     | 5,64       | 28 Einw./km²       | 85245      | 85570        |
| Saint-Valérien             | 521 (2013)     | 14,3       | 36 Einw./km²       | 85274      | 85570        |
| Sérigné                    | 995 (2013)     | 18,69      | 53 Einw./km²       | 85281      | 85200        |

## Bevölkerungsentwicklung
| 1962  | 1968  | 1975  | 1982  | 1990  | 1999  | 2009  |
| ----- | ----- | ----- | ----- | ----- | ----- | ----- |
| 9.074 | 8.689 | 8.119 | 8.238 | 8.144 | 8.260 | 9.225 |